# Ițhak Ben-Țvi
Itzhak Ben-Zvi (יצחק בן צבי în ebraică, n. 24 noiembrie 1884 – d. 23 aprilie 1963) a fost un om politic, istoric și cărturar israelian. A fost președinte al Israelului în perioada 16 decembrie 1952 - 23 aprilie 1963.